# Grand Prix Niemiec 1931
Grand Prix Niemiec 1931 (oryg. V Großer Preis von Deutschland) – jeden z wyścigów Grand Prix rozegranych w 1931 roku i czwarty spośród tzw. Grandes Épreuves.

## Przebieg
Zawody rozegrano 19 lipca 1931 roku na torze Nürburgring.  Wzięły w nich udział 33 samochody, w dwóch kategoriach:
do 1100 cm³ pojemności silnika i powyżej 1100 cm³. W kategorii powyżej 1100 cm³ przez większość wyścigu padał ulewny deszcz. Wkrótce po starcie na prowadzenie wysforował się Rudolf Caracciola na samochodzie Mercedes-Benz i połowie-wyścigu miał już prawie dwie minuty przewagi nad Louisem Chironem na Bugatti. Dalej jechali: Varzi (Bugatti), Nuvolari (Alfa Romeo), Merz (Mercedes-Benz), Stuck (Mercedes-Benz), Fagioli (Maserati) i dalsi zawodnicy. Pod koniec wyścigu przestał padać deszcz i Chiron zaczął odrabiać straty, lecz nie zdołał tego dokonać przed metą i Caracciola zwyciężył z przewagą 1 minuty 18 sekund, przebywając dystans 502 km w czasie 4 h 38 min 10 s, z przeciętną prędkością 108,3 km/h. Drugie miejsce zajął Chiron, kolejne: Varzi, Nuvolari, Merz i Stuck. Z 19 samochodów wyścig
ukończyło 11.
Wyścig kategorii poniżej 1100 ccm został rozegrany na dystansie 411 km. Przez cały wyścig prowadził José Scaron na samochodzie Amilcar, lecz w ostatnim okrążeniu na skutek awarii gaźnika spadł na trzecie miejsce. Zwyciężył Dudley Froy na samochodzie Riley, kończąc wyścig w czasie 4 h 23 min 56 s z szybkością średnią 93,4 km/h. Z 14 samochodów wyścig ukończyło 7.

## Lista startowa

### Grupa 1 (ponad 1100 cm3)
| Nr | Kierowca                    | Zespół                     | Samochód           | Silnik                |   |
| -- | --------------------------- | -------------------------- | ------------------ | --------------------- | - |
| 2  | Manfred von Brauchitsch     | prywatny                   | Mercedes-Benz SSKL | Mercedes-Benz 7.1 S-6 | ? |
| 4  | Ernst Burggaller            | German Bugatti Team        | Bugatti T35B       | Bugatti 2.3 S-8       | ? |
| 6  | Heinrich-Joachim von Morgen | German Bugatti Team        | Bugatti T51        | Bugatti 2.3 S-8       | ? |
| 8  | Rudolf Caracciola           | prywatny                   | Mercedes-Benz SSKL | Mercedes-Benz 7.1 S-6 | ? |
| 10 | Hans Stuck                  | prywatny                   | Mercedes-Benz SSKL | Mercedes-Benz 7.1 S-6 | ? |
| 12 | Otto Merz                   | Alfred Neubauer            | Mercedes-Benz SSKL | Mercedes-Benz 7.1 S-6 | ? |
| 14 | Luigi Fagioli               | Officine A. Maserati       | Maserati 26M       | Maserati 2.8 S-8      | ? |
| 16 | René Dreyfus                | Officine A. Maserati       | Maserati 26M       | Maserati 2.5 S-8      | ? |
| 22 | Otto Spandel                | Fürst Hohenlohe-Jagstberg  | Mercedes-Benz SSK  | Mercedes-Benz 7.1 S-6 | ? |
| 24 | Tim Birkin                  | prywatny                   | Maserati 26M       | Maserati 2.5 S-8      | ? |
| 26 | Louis Chiron                | Automobiles Ettore Bugatti | Bugatti T51        | Bugatti 2.3 S-8       | ? |
| 28 | Achille Varzi               | Automobiles Ettore Bugatti | Bugatti T51        | Bugatti 2.3 S-8       | ? |
| 30 | William Grover-Williams     | Automobiles Ettore Bugatti | Bugatti T51        | Bugatti 2.3 S-8       | ? |
| 32 | Guy Bouriat                 | Automobiles Ettore Bugatti | Bugatti T51        | Bugatti 2.3 S-8       | ? |
| 34 | Marcel Lehoux               | prywatny                   | Bugatti T51        | Bugatti 2.3 S-8       | ? |
| 38 | Phil Shafer                 | prywatny                   | Shafer Special     | Buick                 | ? |
| 42 | Earl Howe                   | Earl Howe                  | Bugatti T51        | Bugatti 2.3 S-8       | ? |
| 44 | Tazio Nuvolari              | Scuderia Ferrari           | Alfa Romeo Monza   | Alfa Romeo 2.3 S-8    | ? |
| 48 | Jean-Pierre Wimille         | prywatny                   | Bugatti T51        | Bugatti 2.3 S-8       | ? |
| Nr | Kierowca                    | Zespół                     | Samochód           | Silnik                |   |

### Grupa 2 (500-1100 cm3)
| Nr | Kierowca                 | Zespół                  | Samochód  | Silnik          |   |
| -- | ------------------------ | ----------------------- | --------- | --------------- | - |
| 52 | Toni Bauhofer            | Zschopauer Motorenwerke | DKW FWD   | DKW 0.5 S-2     | ? |
| 54 | Hans Simons              | Zschopauer Motorenwerke | DKW FWD   | DKW 0.5 S-2     | ? |
| 56 | Fritz Theissen           | Zschopauer Motorenwerke | DKW FWD   | DKW 0.5 S-2     | ? |
| 58 | Rudolf Steinweg          | prywatny                | Amilcar   | Amilcar 1.1 S-6 | ? |
| 66 | Hugo Urban-Emmerich      | prywatny                | MG Type C | MG .85 S-4      | ? |
| 68 | Gerhard Macher           | prywatny                | DKW RWD   | DKW 1.0 S-4     | ? |
| 72 | Engelbert Arco-Zinneberg | prywatny                | Amilcar   | Amilcar 1.1 S-6 | ? |
| 76 | Luigi Premoli            | prywatny                | Salmson   | Salmson 1.1 S-4 | ? |
| 78 | Dudley Froy              | prywatny                | Riley     | Riley 1.1 S-4   | ? |
| 82 | José Scaron              | prywatny                | Amilcar   | Amilcar 1.1 S-6 | ? |
| 84 | August Frings            | prywatny                | Amilcar   | Amilcar 1.1 S-4 | ? |
| 88 | Francis Samuelson        | prywatny                | MG Type C | MG .85 S-4      | ? |
| 90 | Marcel Rouleau           | prywatny                | Amilcar   | Amilcar 1.1 S-6 | ? |
| 94 | Marcel Boucly            | prywatny                | Salmson   | Salmson 1.1 S-4 | ? |
| Nr | Kierowca                 | Zespół                  | Samochód  | Silnik          |   |

## Wyniki

### Grupa 1 (ponad 1100 cm3)

#### Wyścig
| P                 | + / –     | Nr | Kierowca                    | Konstruktor   | Okr. | Czas / Strata   | Komentarz |
| ----------------- | --------- | -- | --------------------------- | ------------- | ---- | --------------- | --------- |
| 1                 | 3         | 8  | Rudolf Caracciola           | Mercedes-Benz | 22   | 4h38:10,0       |           |
| 2                 | 9         | 26 | Louis Chiron                | Bugatti       | 22   | +1:18,0         |           |
| 3                 | 9         | 28 | Achille Varzi               | Bugatti       | 22   | +4:00,0         |           |
| 4                 | 14        | 44 | Tazio Nuvolari              | Alfa Romeo    | 22   | +5:44,0         |           |
| 5                 | 1         | 12 | Otto Merz                   | Mercedes-Benz | 22   | +5:44,8         |           |
| 6                 | 1         | 10 | Hans Stuck                  | Mercedes-Benz | 22   | +9:24,0         |           |
| 7                 | 7         | 32 | Guy Bouriat                 | Bugatti       | 22   | +11:54,0        |           |
| 8                 | 11        | 48 | Jean-Pierre Wimille         | Bugatti       | 22   | +13:58,0        |           |
| 9                 | Bez zmian | 22 | Otto Spandel                | Mercedes-Benz | 22   | +16:35,0        |           |
| 10                | Bez zmian | 24 | Tim Birkin                  | Maserati      | 22   | +22:53,0        |           |
| 11                | 6         | 42 | Earl Howe                   | Bugatti       | 22   | +30:09,6        |           |
| Niesklasyfikowani |           |    |                             |               |      |                 |           |
|                   |           | 6  | Heinrich-Joachim von Morgen | Bugatti       | 21   | Wyciek oleju    |           |
|                   |           | 16 | René Dreyfus                | Maserati      | 16   | Skrzynia biegów |           |
|                   |           | 34 | Marcel Lehoux               | Bugatti       | 14   | Wypadek         |           |
|                   |           | 14 | Luigi Fagioli               | Maserati      | 13   | Skrzynia biegów |           |
|                   |           | 2  | Manfred von Brauchitsch     | Mercedes-Benz | 12   | Dyferencjał     |           |
|                   |           | 38 | Phil Shafer                 | Shafer        | 12   | Zawieszenie     |           |
|                   |           | 4  | Ernst Burggaller            | Bugatti       | 3    | Silnik          |           |
|                   |           | 30 | William Grover-Williams     | Bugatti       | 2    | Silnik          |           |
| P                 | + / –     | Nr | Kierowca                    | Konstruktor   | Okr. | Czas / Strata   | Komentarz |

#### Najszybsze okrążenie
Źródło: teamdan.com
| Nr | Kierowca      | Konstruktor | Czas    | Okr. |
| -- | ------------- | ----------- | ------- | ---- |
| 28 | Achille Varzi | Bugatti     | 11:48,0 |      |

### Grupa 2 (500-1100 cm3)

#### Wyścig
| P                                                     | + / –     | Nr | Kierowca                 | Konstruktor | Okr. | Czas / Strata | Komentarz |
| ----------------------------------------------------- | --------- | -- | ------------------------ | ----------- | ---- | ------------- | --------- |
| 1                                                     | 8         | 78 | Dudley Froy              | Riley       | 18   | 4h23:56,6     |           |
| 2                                                     | 5         | 72 | Engelbert Arco-Zinneberg | Amilcar     | 17   | +1 okr        |           |
| 3                                                     | 7         | 82 | José Scaron              | Amilcar     | 17   | +1 okr        |           |
| 4                                                     | 8         | 90 | Marcel Rouleau           | Amilcar     | 16   | +2 okr        |           |
| 5                                                     | 79        | 88 | Francis Samuelson        | MG          | 0    | +2 okr        |           |
| 6                                                     | Bez zmian | 68 | Gerhard Macher           | DKW         | 16   | +2 okr        |           |
| 7                                                     | 4         | 56 | Fritz Theissen           | DKW         | 15   | +3 okr        |           |
| Niesklasyfikowani                                     |           |    |                          |             |      |               |           |
|                                                       |           | 52 | Toni Bauhofer            | DKW         | 4    | Sprzęgło      |           |
|                                                       |           | 54 | Hans Simons              | DKW         | 3    | Sprzęgło      |           |
|                                                       |           | 76 | Luigi Premoli            | Salmson     | 3    | Złamana oś    |           |
|                                                       |           | 58 | Rudolf Steinweg          | Amilcar     | 1    | Wypadek       |           |
|                                                       |           | 66 | Hugo Urban-Emmerich      | MG          | 0    | Wypadek       |           |
| Nie wystartowali / niedopuszczeni do ponownego startu |           |    |                          |             |      |               |           |
|                                                       |           | 84 | August Frings            | Amilcar     |      |               |           |
|                                                       |           | 94 | Marcel Boucly            | Salmson     |      |               |           |
| P                                                     | + / –     | Nr | Kierowca                 | Konstruktor | Okr. | Czas / Strata | Komentarz |

#### Najszybsze okrążenie
Źródło: teamdan.com
| Nr | Kierowca    | Konstruktor | Czas | Okr. |
| -- | ----------- | ----------- | ---- | ---- |
| 82 | José Scaron | Amilcar     | ?    |      |